# 内田偉月
内田 偉月（うちだ たける、2002年4月5日 - ）は、日本の子役、モデルである。
ジョビィキッズプロダクションに所属していた。

## 出演

### テレビドラマ
- 愛の劇場 スイート10〜最後の恋人〜（2008年、TBS）沢田リュウ 役
- 愛の劇場 大好き!五つ子2008（2008年、TBS）杉本潤 役
- RESCUE〜特別高度救助隊 第1話（2009年、TBS）
- 歌のおにいさん（2009年、テレビ朝日）
- ゴッドハンド輝（2009年、TBS）

### CM
- アリコジャパン 電話で入院セレクト入院保険-死亡保険・34歳男性 篇-（2008年）34歳男性の息子 役
- 小林製薬 ブルーレットおくだけ（2008年）

### モデル
- ベイシア
- ABCマート イメージモデル（2007年）